# Comando Especialista en Armas de Fuego
El Comando Especialista en Armas de Fuego (anteriormente conocido como SCO19) es una rama de Operaciones Centrales de la Policía Metropolitana de Londres. El comando se encarga de proveer capacidad de respuesta en armas de fuego, ayudando al resto del servicio que no está habitualmente armado. Debido a los medios de comunicación, es comparado con la unidad SWAT de los Estados Unidos.
En algunas ocasiones, se les refiere como los boinas azules, debido a que las portan como parte de su uniforme, aunque actualmente son más parecidas a cascos de combate (del tipo PASGT).

## Uso histórico de las armas
Debido a que el servicio no utiliza armas de manera rutinaria, el secretario de estado Sir Robert Peel autorizó al comisionado la compra de 50 pistolas de chispa. Estas servían en dado caso que surgiera una emergencia. Con el paso del tiempo las armas obsoletas fueron depuestas de servicio, siendo remplazadas por los primeros revólveres.

## Formación
El Firearms Wing (Ala de Armas de Fuego), como fue nombrado inicialmente, era parte de la Defensa Civil y de Comunicaciones o D6, por su designación. Fue creada como respuesta al asesinato de tres oficiales en la Masacre de la calle Braybrook. El comisionado realizó pruebas a los oficiales que tuvieran experiencia con las armas de fuego, tales como exmiembros del ejército o quienes pertenecían a clubes de tiro deportivo.

## Equipos de Apoyo Táctico
En el 2004, los Equipos de Apoyo Táctico (EAT), fueron creados para proveer fuego de apoyo y acciones directas a otras unidades de especialistas, como el Flying Squad o el Specialist Crime Directorate (Dirección Especializada en Crimen). La mayoría de sus labores consiste en operaciones planeadas que incluyen el apoyo en vigilancia, búsqueda y arresto.